# Yenimahalle, Çiğli
Yenimahalle là một xã thuộc huyện Çiğli, tỉnh İzmir, Thổ Nhĩ Kỳ.